# Bodrež, Šmarje pri Jelšah
Bodrež este o localitate din comuna Šmarje pri Jelšah, Slovenia, cu o populație de 167 de locuitori.